# The Beguiled
The Beguiled (titulada El seductor en España) es una película estadounidense de género dramático estrenada en 1971. El guion, escrito por Albert Maltz, se basa en la novela del gótico sureño titulada A Painted Devil, del escritor Thomas P. Cullinan. Este filme fue la tercera colaboración entre el director Don Siegel y Clint Eastwood, tras Coogan's Bluff (1968) y Two Mules for Sister Sara (1970), aunque no sería la última pues ambos volvieron a trabajar juntos en dos famosas producciones, Harry el sucio (1971) y Escape from Alcatraz (1979).

## Argumento
Guerra de Secesión estadounidense (1861-1865); John McBurney (Clint Eastwood), un soldado yanqui malherido es rescatado por una jovencita de una escuela de señoritas del sur del país. Se las arregla para llevarlo a la escuela, pero al principio todas las mujeres están aterrorizadas. Cuando empieza a recuperarse, una a una las irá conquistando a todas, y así el ambiente se irá enrareciendo a causa de los celos. 

## Reparto
- Clint Eastwood como el cabo John 'McBee' McBurney.
- Geraldine Page como Martha Farnsworth.
- Elizabeth Hartman como Edwina Dabney.
- Jo Ann Harris como Carol.
- Darleen Carr como Doris.
- Mae Mercer como Hallie.
- Pamelyn Ferdin como Amelia 'Amy'.
- Melody Thomas como Abigail.
- Peggy Drier como Lizzie.
- Pattye Mattick como Janie.